# Ityphilus cavernicolus
Ityphilus cavernicolus är en mångfotingart som först beskrevs av Matic, Negrea och Fundora Martínez 1977.  Ityphilus cavernicolus ingår i släktet Ityphilus och familjen Ballophilidae.
Artens utbredningsområde är Kuba. Inga underarter finns listade i Catalogue of Life.